# Tintrup
Tintrup gehört seit 1970 zu den 19 Ortschaften der Stadt Blomberg im Kreis Lippe in Nordrhein-Westfalen. Tintrup liegt etwa vier Kilometer südsüdwestlich des Blomberger Stadtzentrums. In Tintrup leben auf 2,91 km² Fläche 320 Einwohner, das entspricht einer Bevölkerungsdichte von 110 Einwohnern/km². Der derzeitige Ortsvorsteher ist Thomas Spieker (CDU) (Stand: 18. Dezember 2017).

## Geschichte
Die Bezeichnung trup bedeutet -dorf und insgesamt sieben Orte im Blomberger Becken tragen diese Endung in ihrem Namen. Um 1411 hieß Tintrup Tydendorp und wurde erstmals urkundlich erwähnt. Die Orte mit der trup-Endung zählen zu den ältesten Siedlungen in Lippe und entstanden zwischen dem 6. und 8. Jahrhundert n. Chr. im Zuge der altsächsischen Besiedlung. Das Gut Tintrup wurde allerdings schon im 13. Jahrhundert von Florin von Friesenhausen erbaut.
Am 1. Januar 1970 wurde Tintrup mit dem Gesetz zur Neugliederung des Kreises Detmold in die Stadt Blomberg eingegliedert.

## Infrastruktur
An öffentlichen Einrichtungen gibt es in Tintrup einen Dorfgemeinschaftsraum, einen Kindergarten und einen Sportplatz. Zur evangelischen Kirche gehen die Tintruper ins zwei Kilometer entfernte Reelkirchen, während die Schulkinder die dortige Grundschule besuchen müssen. An Betrieben und Geschäften findet man hier zwei landwirtschaftliche Vollerwerbsbetriebe, einen Obsthof und eine Tischlerei.
Das Tintruper Vereinsleben findet im Dorfausschuss, im Ziegler- und Handwerkerverein, im Sportverein FC Tintrup, im Tintruper Trecker-Team, im Frauenchor, im Männergesangverein und im Seniorenclub statt.

## Politik
Ergebnis des Dorfes Tintrup bei der Kommunalwahl 2009:
| Parteien und Wählergemeinschaften | Parteien und Wählergemeinschaften           | % 2009 | Stimmen 2009 | % 2004 | Stimmen 2004 | % 1999 | Stimmen 1999 |
| CDU                               | Christlich Demokratische Union Deutschlands | 68,9   | 144          | 79,5   | 163          | 80,2   | 170          |
| SPD                               | Sozialdemokratische Partei Deutschlands     | 20,1   | 42           | 16,6   | 34           | 17,9   | 38           |
| FBvB                              | Freie Bürger von Blomberg                   | 4,8    | 10           | 0,5    | 1            | -      | -            |
| FDP                               | Freie Demokratische Partei                  | 1,4    | 3            | 0,5    | 1            | 0,9    | 2            |
| GRÜNE                             | Bündnis 90/Die Grünen                       | 4,8    | 10           | 2,9    | 6            | 0,9    | 2            |
| Gesamt                            | Gesamt                                      | 100,0  | 209          | 100,0  | 205          | 100,0  | 212          |
| Wahlbeteiligung in %              | Wahlbeteiligung in %                        | 81,5   | 81,5         | 80,8   | 80,8         | 84,3   | 84,3         |

Stand: Ergebnis der Kommunalwahl am 30. August 2009.